# Gubbängen
Gubbängen – dzielnica (stadsdel) Sztokholmu, położona w jego południowej części (Söderort) i wchodząca w skład stadsdelsområde Farsta. Graniczy z dzielnicami Svedmyra, Tallkrogen, Gamla Enskede, Skarpnäcks gård, Sköndal, Hökarängen, Fagersjö, Högdalen i Stureby.
Według danych opublikowanych przez gminę Sztokholm, 31 grudnia 2020 r. Gubbängen liczyło 5877 mieszkańców. Powierzchnia dzielnicy wynosi 1,77 km².
Gubbängen jest jedną ze stacji na zielonej linii (T18) sztokholmskiego metra.